# Hindenburglinie

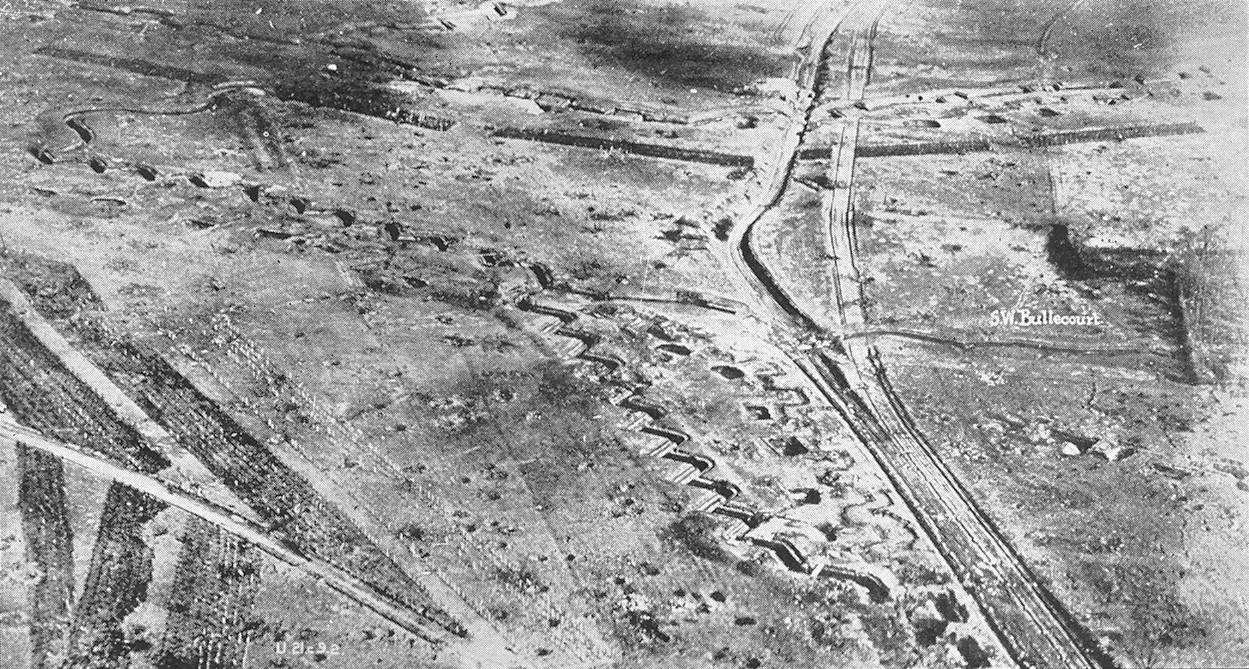
De Hindenburglinie nabij Bullecourt (1920)

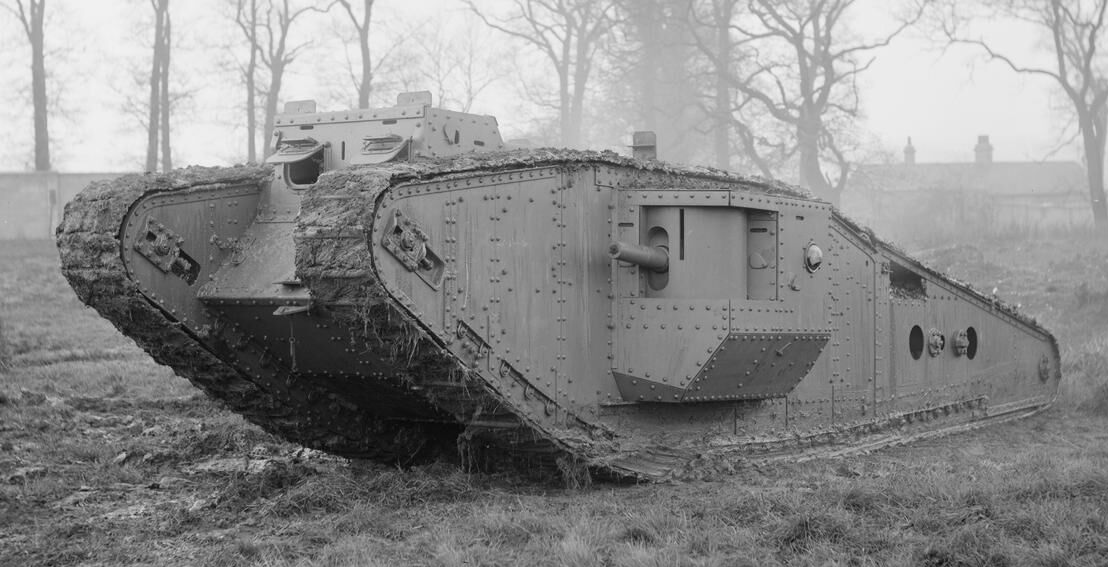
De tank (zoals deze Britse Mark IV) speelde een sleutelrol in het doorbreken van de Hindenburglinie

De Hindenburglinie was een Duitse militaire verdedigingslinie in Noordwest-Frankrijk die werd aangelegd in de winter van 1916/1917, tijdens de Eerste Wereldoorlog.
De linie liep over een afstand van bijna 160 kilometer van Lens (nabij Arras) in het westen tot de Aisne nabij Soissons in het oosten. Het verkortte het Duitse front met 50 kilometer en maakte dus veel troepen vrij, die elders konden worden ingezet.
Ze bestond onder meer uit betonnen kazematten (bunkers met machinegeweren), zware rollen prikkeldraad, tunnels, een uitgebreid loopgravenstelsel en commandoposten. Op een afstand van één kilometer voor de lijn waren uitkijkposten voor scherpschutters.
De linie was in vijf stukken opgedeeld, van noord naar zuid:
- De Wotanstellung
- De Siegfriedstellung
- De Alberichstellung
- De Brunhildestellung
- De Kriemhildestellung

Het waren de Britten die de verdedigingslinie Hindenburg Line noemden, naar de Duitse bevelhebber Paul von Hindenburg (die later Rijkspresident van Duitsland werd).
In februari 1917 begon de Duitse strategische terugtrekking achter de linie. In het gebied dat ze achterlieten pasten de Duitsers de tactiek van de verschroeide aarde toe. Hierbij werd alles vernietigd dat voor de vijand van waarde kon zijn. 
De Duitse bevelhebbers dachten dat de Hindenburglinie ondoordringbaar was. Desalniettemin lukte het de geallieerden door de linie te breken, door op grote schaal een nieuw wapen in te zetten: de tank. In november 1917 braken Britse tanks voor het eerst door de linie, nabij Cambrai. In september/oktober 1918 werd de linie definitief doorbroken tijdens het Amerikaanse Maas-Argonneoffensief. Na het 47 dagen durende offensief werd op 11 november de wapenstilstand van kracht.